# Mont Fairweather
Le mont Fairweather (Mount Fairweather aux États-Unis, Fairweather Mountain au Canada) est un sommet s'élevant à 4 663 ou 4 671 mètres d'altitude entre l'État américain d'Alaska et la province canadienne de Colombie-Britannique et constituant le point culminant de cette dernière, ainsi que du chaînon Fairweather dans la chaîne Saint-Élie. Il fait partie des trente plus hauts sommets au monde par sa hauteur de culminance. Baptisé en 1778 par James Cook à l'occasion de son observation, sa première ascension a été réussie en 1931. Peu d'alpinistes tentent de gravir le sommet chaque année en raison de son isolement et de ses conditions météorologiques. Il est partagé entre le parc national de Glacier Bay et le parc provincial de Tatshenshini-Alsek.

## Toponymie
Le nom actuel du mont Fairweather lui a été donné le 3 mai 1778 par le capitaine britannique James Cook,, en raison d'une rare éclaircie au moment de son observation depuis la mer,. Le nom a été traduit dans plusieurs langues : mont Beautemps par La Pérouse en 1786, Monte Buen-tiempo par Dionisio Alcalá Galiano en 1802, Gor[a]-Khoroshy-pogody par le Service hydrographique russe en 1847 et G[ora] Fayerveder par Mikhaïl Tebenkov en 1852, ou encore Schönwetterberg par Constantin Grewingk en 1850, orthographié Schönwetter Berg par Justus Perthes en 1882,. Le nom est officiellement adopté en 1922 par l'United States Board on Geographic Names sous la forme Mount Fairweather et en 1924 par le Geographic Board of Canada sous la forme Fairweather Mountain,.
Il est parfois désigné en tant que Boundary Peak 164 ou US/Canada Boundary Point #164 sur certaines cartes, notamment de l'Institut d'études géologiques des États-Unis,.
Son nom en langue amérindienne tlingit serait Tanaku, ; le nom Tsalxaan est également rapporté,.

## Géographie
Le mont Fairweather est situé à la frontière entre les États-Unis et le Canada, entre le Sud-Est de l'État d'Alaska et le Nord-Ouest de la province de Colombie-Britannique. Il se trouve à environ 180 kilomètres à l'ouest-nord-ouest de Juneau et 240 kilomètres au sud-ouest de Whitehorse dans le Yukon. Les côtes du golfe d'Alaska à l'ouest, de la baie Lituya au sud et de la baie Glacier au sud-ouest sont approximativement à égale distance, à 23 kilomètres,. Il s'élève à 4 663 ou 4 671 mètres d'altitude, ce qui en fait le point culminant de la Colombie-Britannique et du chaînon Fairweather, dans la partie méridionale de la chaîne Saint-Élie. Sa hauteur de culminance par rapport au mont Vancouver, à 200 kilomètres au nord-ouest, est d'au moins 3 951 mètres, ce qui en fait le 26e plus proéminent au monde, le premier de Colombie-Britannique et le deuxième d'Alaska après le mont McKinley. Il est entouré par un champ de glace donnant naissance au glacier Fairweather au sud, au glacier Sea Otter au nord-ouest, au glacier Grand Plateau au nord et au glacier Margerie au nord-est et à l'est. Il fait donc entièrement partie du bassin versant du golfe d'Alaska.

## Histoire
La première ascension du mont Fairweather est réussie par Allen Carpé et Terris Moore, le 8 juin 1931,, par l'arête sud-est. La voie est répétée le 26 juin 1958 par huit Canadiens menés par Paddy Sherman à l'occasion du centenaire de la colonie de la Colombie-Britannique. Paul Binkert, Fips Broda, Joe Hutton et Walter Romanes parviennent à leur tour au sommet en 1963, par une légère variante.
Le 12 juin 1968, Loren Adkins, Walter Gove, Paul Myhre, John Neal et Kent Stokes ouvrent l'actuelle voie normale le long de l'arête ouest. Le 10 juillet 1973, Peter Metcalf, Henry Florschutz, Toby O'Brien et Lincoln Stoller réalisent la première de l'arête sud-ouest. 

## Activités

### Ascension
Malgré des versants offrant des pentes moyennes à 50°, la voie normale du mont Fairweather passant par l'arête ouest est considérée comme non technique. Toutefois, en raison de son isolement,, d'une perpétuelle zone de basse pression diminuant de 10 % la concentration en oxygène par rapport à des altitudes similaires et de conditions météorologiques souvent extrêmes,, la montagne est rarement gravie. Il est possible de se poser en avion sur le glacier Grand Plateau afin de réaliser l'ascension par l'arête ouest, bien que les puristes préfèrent partir du niveau de la mer.

### Protection environnementale
Les versants du mont Fairweather en Alaska sont protégés depuis 1980 au sein de la Glacier Bay Wilderness, incluse dans le parc national de Glacier Bay qui s'étend sur plus de 13 000 km2, tandis que le versant en Colombie-Britannique fait partie depuis 1993 du parc provincial de Tatshenshini-Alsek qui s'étend sur 9 580 km2.

## Dans la culture
Selon la légende, Tsalxhaan et Yaas'éit'aa Shaa (le mont Saint-Élie) étaient à l'origine proches mais, en raison d'une dispute, ils se sont séparés. Leurs enfants, les montagnes situées entre les deux, sont appelés Tsalxhaan Yatx'i, les « enfants de Tsalxaan ».